# Milan-San Remo 1994
L'édition 1994 de la course cycliste Milan-San Remo s'est déroulée le samedi 19 mars et a été remportée en solitaire par l'Italien Giorgio Furlan.
La course disputée sur un parcours de 294 kilomètres est la première manche de la Coupe du monde de cyclisme sur route 1994.

## Classement
| #  | Coureur            | Équipe                  |    | Temps           |
| -- | ------------------ | ----------------------- | -- | --------------- |
| 1  | Giorgio Furlan     | Gewiss-Ballan           | en | 7 h 05 min 20 s |
| 2  | Mario Cipollini    | Mercatone Uno-Medeghini | +  | 20 s            |
| 3  | Adriano Baffi      | Mercatone Uno-Medeghini |    | 20 s            |
| 4  | Stefano Zanini     | Navigare-Blue Storm     |    | 20 s            |
| 5  | Kai Hundertmarck   | Team Deutsche Telekom   |    | 20 s            |
| 6  | Fabio Baldato      | Motorola Cycling Team   |    | 20 s            |
| 7  | Ángel Edo          | Kelme-Avianca-Gios      |    | 20 s            |
| 8  | Fabiano Fontanelli | ZG Mobili-Selle Italia  |    | 20 s            |
| 9  | Andreï Tchmil      | Lotto-Caloi             |    | 20 s            |
| 10 | Laurent Jalabert   | Once                    |    | 20 s            |